# François Rabelais
Francois Rabelais, francoski renesančni pisatelj, frančiškanski menih, filozof, humanist, posvetni duhovnik in zdravnik, * okoli 1494, Chinon, Vojvodina Anjou, Kraljevina Francija, † 9. april 1553, Pariz. 
Znan je kot pisatelj domišljijskih, satiričnih, grotesknih in opolzkih del. Njegovo najbolj znano delo je napisal pod umetniškim imenom Alcofribas Nasier. To je roman z naslovom Gargantua in Pantagruel. Govori o dveh velikanih, očetu in sinu. Opisuje njune dogodivščine na komičen in satiričen način. Izšel je v petih knjigah:
1. Pantagruel (1532);
2. La vie très horrifique du grand Gargantua ali krajše Gargantua (1534);
3. Le Tiers Livre (Tretja knjiga, 1546);
4. Le Quart Livre (Četrta knjiga, 1552)
5. Le Cinquiesme Livre (Peta knjiga, katere avtorstvo še ni pripisano Rabelaisu).

Za Rabelaisova dela je značilno, da kvalitetno prikazujejo takratne razmere, nazore in mišljenje. V njih smeši pasivne poklice in menihe, katere označuje kot nevedne in lene ter meni da so družbeno nekoristni. Ceni znanje in podpira učenje iz narave, skrb za telo in zdravje ter osebno higieno. V knjigah poudarja željo po telesnih in duševnih užitkih, potrebo po znanju, telesni aktivnosti in zdravju. Trdi, da se zdrav um lahko razvije le v zdravem telesu. V svoji literaturi izkaže bogat besednjak sestavljen iz različnih terminologij, spretno uporablja metafore, podobe in ostale besedne igre. Med večino humorističnih poglavij najdemo tudi resne, zaradi humanističnih idej slavne dele. Ustvarjal je pod zaščito vplivnih evropskih vladarjev.
Točnega podatka, kdaj se je rodil ni. Predpostavljajo, da novembra 1494 blizu Chinona, kjer je njegov oče delal kot odvetnik. Posestvo La Devinière, ki naj bi bila njegova rojstna hiša, je danes preurejeno v muzej.
Najprej je bil novic pri frančiškanih, kasneje redovnik v kraju Fontenay-le-Comte, kjer se je učil grščine, latinščine, naravoslovja, filologije in prava. Humanisti so ga spoštovali, a je bil preganjan zaradi svojih študij in humanističnih vzgojnih idej. Kasneje je prestopil k benediktincem v Maillezaisu.
Večkrat je odpotoval v Rim, kjer je prišel v stik z italijansko renesanso. Ta ga je očarala, saj sta bili tam znanost in umetnost veliko naprednejši kot v domači Franciji. Kasneje je zapustil samostan in šel študirati medicino na Univerzo v Poitiersu in  v Montpellier.  Poleg zdravniškega poklica je urejal in prevajal latinska dela znanih antičnih zdravnikov, kot sta Hipokrat in Galen, ki jih je kasneje tudi objavil. V prostem času je pisal besedila, v katerih je nasprotoval nepravilnostim v državi in Cerkvi ter poudarjal svojo percepcijo osebne svobode. Bil je ponosen na svoja dela.
Govoril je šest jezikov in nekaj časa je živel v Torinu. Med 1545 in 1547 je živel v Metzu, leta 1547 je postal kaplan v cerkvi Saint-Christian-du-Jambet v Maini in kasneje v Meudonu, v bližini Pariza, kjer je umrl nedolgo zatem, ko je dal odpoved v Meudonu.